# Santa Casa da Misericórdia de Fortaleza
A Santa Casa da Misericórdia de Fortaleza é um hospital da cidade de Fortaleza. É o primeiro hospital da cidade e foi construído inicialmente com recursos públicos fornecidos à província para resolver os problemas decorrentes da última epidemia de febre amarela.

## História
O hospital foi inaugurado em 1861, a princípio com 80 leitos, tinha como mantenedora a Irmandade Beneficente da Santa Casa da Misericórdia de Fortaleza. O Dr. Joaquim Antônio Ribeiro foi o primeiro médico nomeado para trabalhar na Santa Casa, em 12 de março de 1861. Formado em medicina pela Universidade de Harvard em 1853.
No começo do século XX a Santa Casa de Fortaleza enfrentou a grande calamidade pública que foi a seca de 1915 que passou a atender uma grande massa de retirantes sofrendo das mazelas da seca. Dez anos depois da grande seca, a Santa Casa passou a se firmar como um hospital de alta tecnologia ao ser o primeiro no estado a introduzir o serviço de radiologia ao inaugurar no dia 29 de junho de 1925 aparelho de Raios X.
Em 1961, a Santa Casa de Fortaleza completou 100 anos e contava então com 300 leitos, tornando-se então um hospital de grande porte. Na década de 1970 passou por modificações em seus estatutos quando foi desligado da Arquidiocese de Fortaleza. Em março de 1971 foi inaugurado um centro cirúrgico que em pouco tempo fez com que fosse o hospital a realizar o maior número de cirurgias em todo o Ceará.
Nos anos 80 a Santa Casa passou a integrar um modelo de atendimento médico baseado no Sistema Único de Saúde – SUS, além de contar com doações que chegam a 30% da arrecadação mensal.
Em 2009 contava com 403 leitos, 280 dos quais credenciados ao SUS, realizando atendimento de emergência a cerca de 8 mil pessoas por mês
Hoje o prédio onde se situa está tombado pelo Patrimônio Histórico e Cultural de Fortaleza.